# Cmentarz rzymskokatolicki w Przasnyszu
Cmentarz rzymskokatolicki w Przasnyszu – nekropolia przeznaczona dla osób wyznania rzymskokatolickiego, założona w Przasnyszu w 1890.
W latach 1926–1929 na cmentarzu zbudowano pomnik poległych żołnierzy polskich oraz powstańców styczniowych w formie ażurowej, czterokolumnowej kaplicy z inskrypcją Pokój ich cieniom. W późniejszym okresie na pomniku zawieszono tablicę upamiętniającą także ofiary zbrodni katyńskiej.
Na cmentarzu znajdują się również cztery nagrobne pomniki upamiętniające Polaków zamordowanych przez okupantów niemieckich podczas II wojny światowej:
- grób Polaków straconych w zbiorowych egzekucjach podczas wojny,
- grób mieszkańców Przasnysza rozstrzelanych w Starych Jabłonkach,
- grób 35 więźniów politycznych-ofiar obozów zagłady (symboliczny),
- grób zakładników rozstrzelanych w Przasnyszu na grzebowisku końskim 17 czerwca 1942[2].

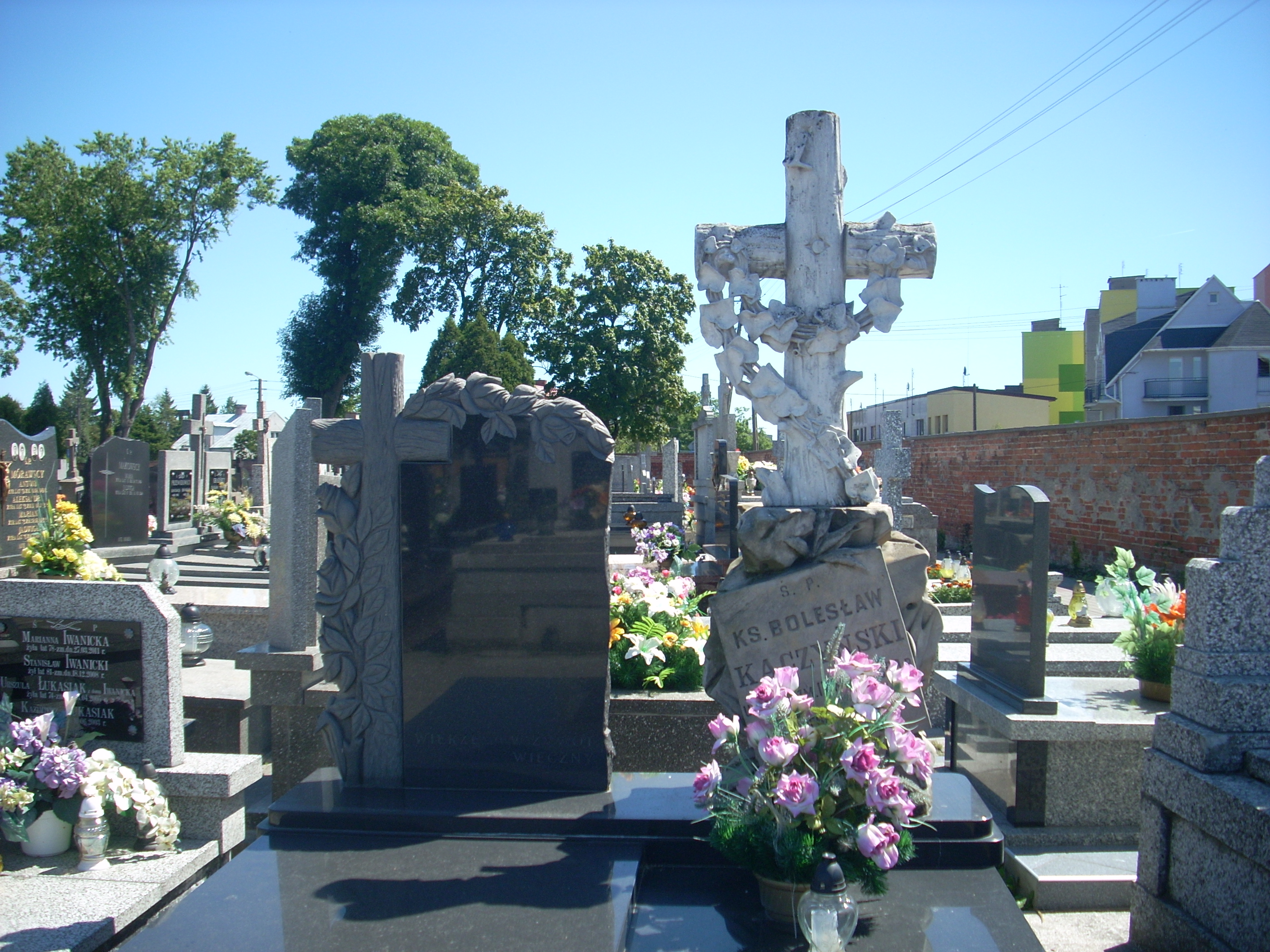
Jeden z najstarszych pomników na cmentarzu na grobie ks. Bolesława Kaczyńskiego (1900)
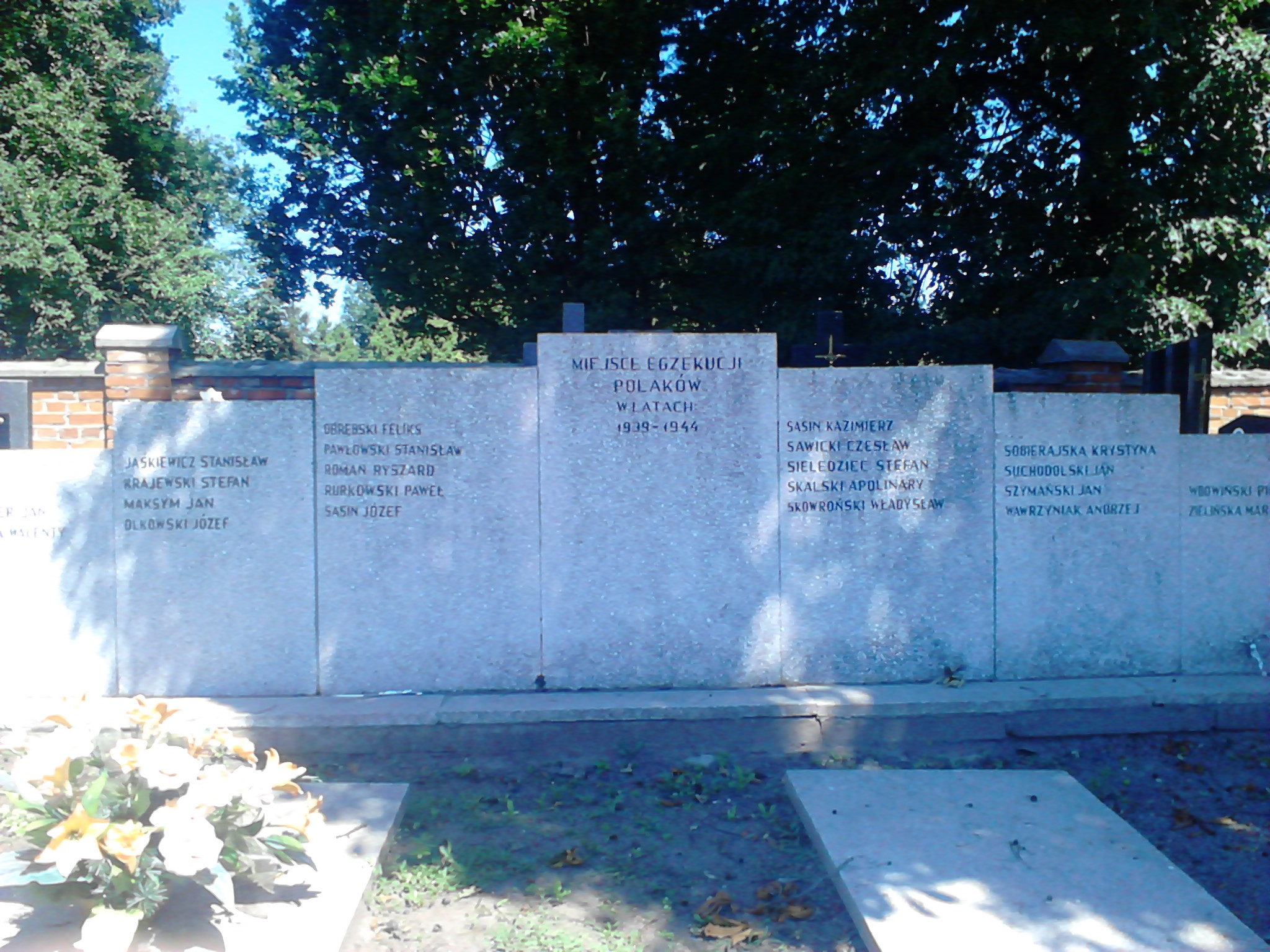
Grób rozstrzelanych w zbiorowych egzekucjach niemieckich
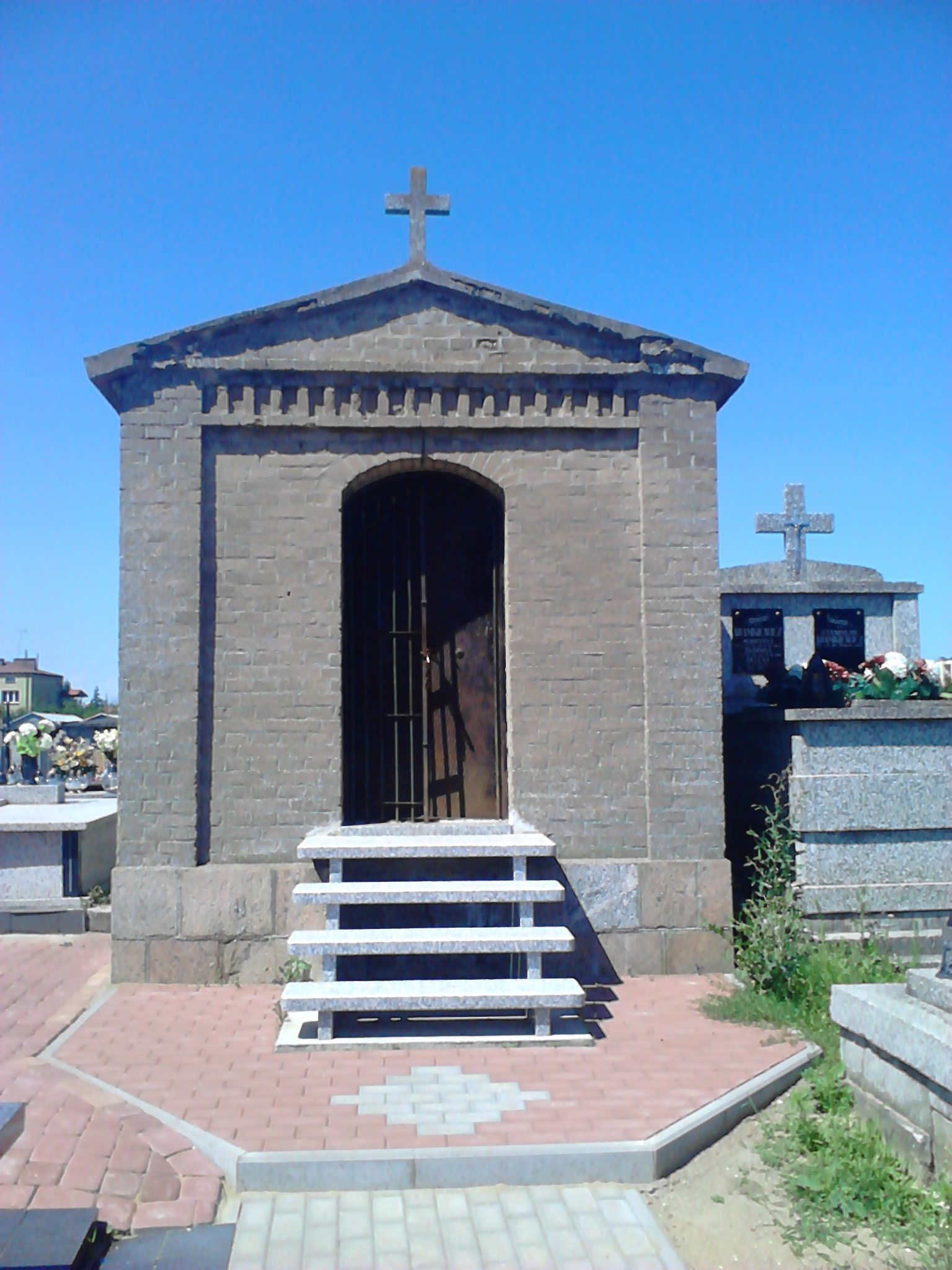
Murowana kaplica grobowa Chmielińskich (XX w.)